# Troglorhopalurus translucidus
Troglorhopalurus translucidus – gatunek skorpiona z rodziny Buthidae. Jedyny z monotypowego rodzaju Troglorhopalurus.
Gatunek i rodzaj opisane zostały po raz pierwszy w 2004 roku przez W.R. Lourenço, R.L.C. Baptistę i A.P. de L. Giupponiego na podstawie pojedynczego okazu samca. W 2016 J.E. Gallão i M.E. Bichuette po raz pierwszy opisali samice i stadia młodociane tego skorpiona.
Jest to duży skorpion. Holotypowy samiec ma według jednego pomiaru 37,7 mm, a według innego 40,98 mm długości ciała. Dorosłe samice osiągają 63-66 mm długości. Ciało gatunku jest spłaszczone grzbietobrzusznie, wyposażone w bardzo długie i smukłe nogogłaszczki (w tym oba palce) i odnóża. Występują zredukowane oczy środkowe i 3 pary drobnych oczu bocznych. Wzgórek oczu środkowych leży znacznie przed środkiem karapaksu. Dłonie szczypiec są przypłaszczone, a każdy z palców ma po 8 rzędów granulek i zewnętrzne oraz wewnętrzne granulki dodatkowe. Sensilla czopkowate są wydłużone i ostre. Sternum jest prawie pięciokątne. Operculum ma prawie owalne płaty. Oba grzebienie mają po 17 ząbków. Telson ma prawie gładki vesiculus, długi i zakrzywiony kolec jadowy oraz ostry ząbek przedkolcowy. Osobniki młodociane i samiec są prawie pozbawione pigmentacji, natomiast samice są rudobrązowe z żółtawobrązowymi odnóżami.
Skorpion neotropikalny, troglobiontyczny. Znany tylko z 5 jaskiń piaskowcowych w Parku Narodowym Chapada Diamantina, położonych na terenie dwóch gmin w brazylijskim stanie Bahia. Samice przechodzą w rozwoju osobniczym 7 stadiów.